# روبرت ن. مارتن
روبرت ن. مارتن هو قاضي ومحامي وسياسي أمريكي، ولد في 14 يناير 1798، وتوفي في 20 يوليو 1870. انتخب عضو مجلس النواب الأمريكي ‏.